# Stegonotus batjanensis
Stegonotus batjanensis — вид змій родини полозових (Colubridae). Ендемік Індонезії.

## Поширення і екологія
Stegonotus batjanensis мешкають на островах Молуккського архіпелагу, зокрема на островах Хальмахера, Моротай,, Тернате і Бачан, за деякими свідченнями, також на островах Касірута, Обі і Тідоре. Вони живуть у вологих тропічних лісах, трапляються на плантаціях. Зустрічаються на висоті до 650 м над рівнем моря.